# Pierre Cance
Pierre Cance (ur. w 1907 r., zm. w 1988 r.) – francuski wojskowy, członek Milice Français, dowódca 1 batalionu 8 Brygady Szturmowej SS "Frankreich".
Był oficerem w armii francuskiej. Od 1939 r. służył w 112 Pułku Piechoty Górskiej (Chasseurs Alpins). W 1940 r. został dowódcą kompanii. Uczestniczył w kampanii francuskiej. W okresie Francji Vichy wstąpił do Légion des Combattants i Service d'ordre légionnaire. W lutym 1943 r. został członkiem kolaboracyjnej Milice Français jako asystent Josepha Darnanda. W październiku tego roku wstąpił ochotniczo do Waffen-SS. Na początku 1944 r. objął dowództwo 1 batalionu 8 Brygady Szturmowej SS "Frankreich" w stopniu SS-Haupsturmführera. W sierpniu brał udział w ciężkich walkach z Armią Czerwoną w rejonie Lwowa, gdzie jego oddział przydzielono do grupy bojowej wydzielonej z 18 Ochotniczej Dywizji Grenadierów Pancernych SS "Horst Wessel". Został ranny. Następnie został instruktorem taktyki w SS-Junkerschule w Neweklau w stopniu SS-Sturmbannführera. W maju 1945 r. w północnych Niemczech dostał się do niewoli brytyjskiej. Po deportacji do Francji został aresztowany i skazany na karę śmierci. Jednakże w październiku 1950 r. wyszedł na wolność. Do końca życia pisał książki o swoim życiu i historii francuskiego Waffen-SS. Zmarł w 1988 r.